# Internationales Jahr der Behinderten

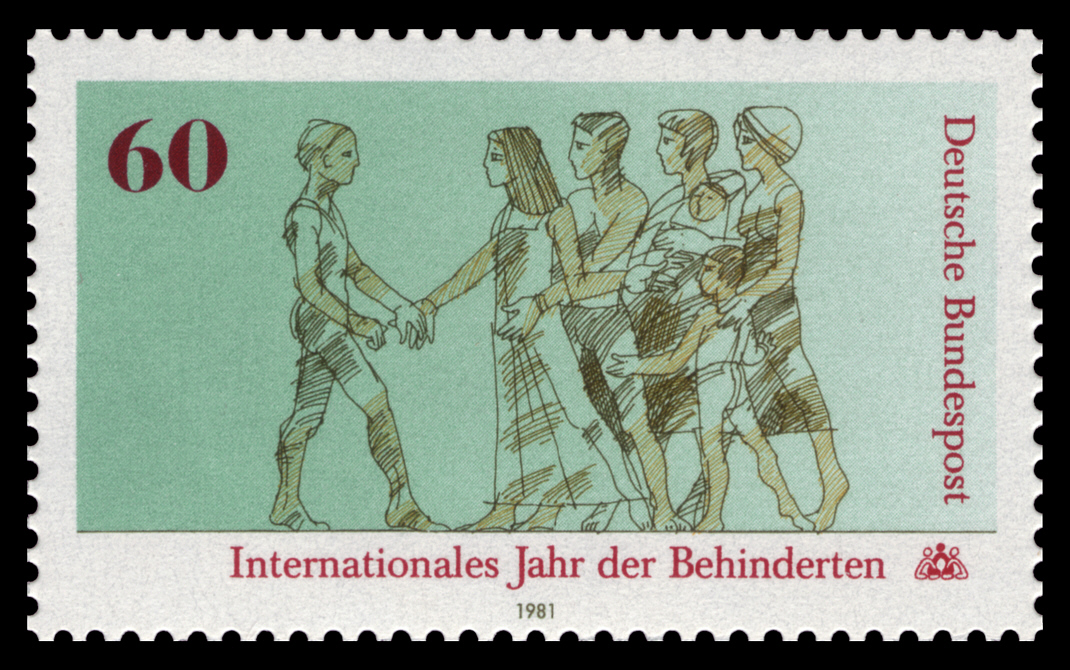
Briefmarke der Deutschen Bundespost (1981): Internationales Jahr der Behinderten

Das Internationale Jahr der Behinderten wurde von der Generalversammlung der Vereinten Nationen im Jahr 1976 für das Jahr 1981 ausgerufen. Die in der DDR verwendete offizielle Bezeichnung lautete  Internationales Jahr der Geschädigten. In der Bundesrepublik wurde das Jahr unter das Motto „Einander verstehen – miteinander leben!“ gestellt.
In der Bundesrepublik kam zu Protesten aus der Behindertenbewegung. Bei den Feierlichkeiten zur Eröffnung des Jahres wurde der Bundespräsident Karl Carstens mit der „Krücke geschlagen“.   Mit dem Krüppeltribunal  wurde gegen Menschenrechtsverletzungen im Sozialstaat protestiert.